# 克里克神话
克里克神话（英語：Creek mythology）源自美国东南部印第安人中的克里克人。他们如今也以原始名称馬斯科吉（或）所称呼。现代的馬斯科吉人生活在俄克拉何马州、阿拉巴马州、佐治亚州、佛罗里达州。他们的语言，穆斯科格语，也是克里克语中的一支。塞米诺尔人是穆斯科格人的亲属，同样也说克里克语。克里克族被认为是文明化五部族之一。在克里克战争之后，很多克里克人逃到佛罗里达州，创建了塞米诺尔部落。